# Wiktor Aristow (reżyser)
Wiktor Fiodorowicz Aristow, ros. Виктор Фёдорович Аристов (ur. 9 czerwca 1943 we wsi Budionnyj, zm. 2 stycznia 1994) – radziecki reżyser, scenarzysta i aktor filmowy.

## Życiorys
Urodził się w Kirgistanie. W 1968 ukończył zaocznie wydział reżyserii na leningradzkim LGITMiK-u. Pracę w branży filmowej rozpoczął jako asystent reżysera Aleksieja Germana przy jego głośnych filmach Dwadzieścia dni bez wojny (1977) i Mój przyjaciel Iwan Łapszyn (1985).
Samodzielnie nakręcił film krótkometrażowy Swojaki (1978) i telewizyjny Trostinka na wietru (1980) oraz cztery filmy fabularne: Proch (1985), Trudno pierwyje sto liet (1988), Szatan (1991) i Dożdi w okieanie (1995).
Międzynarodowe uznanie zyskał dzięki Szatanowi, thrillerowi psychologicznemu czasów pieriestrojki, który przyniósł mu Srebrnego Niedźwiedzia – Grand Prix Jury na 41. MFF w Berlinie.
Aristow zmarł w czasie pracy nad filmem Dożdi w okieanie, którego zdjęcia dokończył Jurij Mamin. Reżyser spoczął na cmentarzu w Komarowie pod Petersburgiem.